# Ángel de la guarda

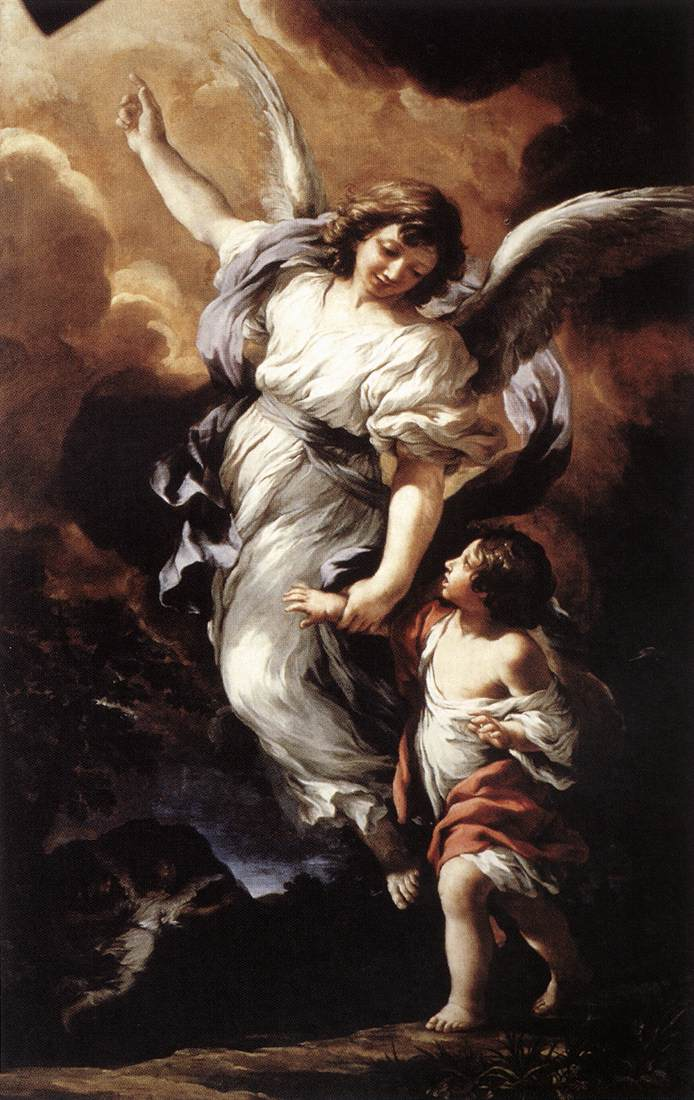
Ángel de la guarda (1656), óleo de Pietro da Cortona

Un Ángel de la Guarda o Ángel Custodio es, según la creencia de varias religiones, un tipo de ángel asignado para proteger, guardar y guiar a una persona, grupo o nación en particular durante su existencia en la tierra. La creencia en seres tutelares se puede rastrear a lo largo de toda la Antigüedad. La idea de ángeles que protegieran a las personas jugó un papel importante en el judaísmo antiguo. En el cristianismo, la jerarquía de los ángeles fue ampliamente desarrollada en el siglo V por Pseudo Dionisio Areopagita. La teología de los ángeles y los espíritus tutelares ha sufrido muchos cambios desde el siglo V. La creencia es que los ángeles guardianes sirven para proteger a cualquier persona a la que Dios los asigne.
La idea de un ángel guardián es central en el libro del siglo XV "El libro de la magia sagrada de Abramelin el mago" (The Book of the Sacred Magic of Abramelin the Mage), de Abraham de Worms, un cabalista alemán. En 1897, este libro fue traducido al inglés por Samuel Liddell MacGregor Mathers (1854-1918), cofundador de la Orden Hermética de la Aurora Dorada, quien llamó al ángel de la  guarda el Santo Ángel Guardián.
Aleister Crowley (1875-1947), fundador de la religión esotérica Thelema, consideraba que el Santo Ángel Guardián era representativo de la verdadera naturaleza divina y el equivalente del "genio" de la Orden Hermética de la Aurora Dorada, el augoeides ("cuerpo de luz") de Jámblico, el Atman del hinduismo y el daimón de los antiguos griegos. Siguiendo las enseñanzas de la Aurora Dorada, Crowley refinó sus rituales destinados a facilitar la capacidad de establecer contacto con el ángel de la guarda.

## En el zoroastrismo

Una representación gráfica de un faravahar similar a uno tallado en Persépolis

En el zoroastrismo está la figura del fravashi (en avéstico: 𐬟𐬭𐬀𐬎𐬎𐬀𐬴𐬌, romanizado: fravaṣ̌i), también conocido como Arda Fravaš ("Santos Ángeles Guardianes"). El fravashi es el término avéstico para el concepto zoroástrico de espíritu personal de un individuo, ya sea muerto, vivo o aún no nacido. El fravashi de un individuo envía el urvan (a menudo traducido como "alma") al mundo material para librar la batalla del bien contra el mal. En la mañana del cuarto día después de la muerte, el urvan regresa a su fravashi, donde se recopilan sus experiencias en el mundo material para ayudar a la próxima generación en su lucha entre el bien y el mal. Cada persona está acompañada de un ángel de la guarda, que actúa como guía durante toda la vida. Originalmente patrullaban los límites de las murallas del cielo, pero se ofrecen como voluntarios para descender a la tierra y apoyar a las personas hasta el final de sus días. Aunque no hay una descripción física de un fravashi en el Avesta, comúnmente se cree que el faravahar, uno de los símbolos más conocidos del zoroastrismo, es la representación de uno.

## En el judaísmo
En el judaísmo, cada creyente tendría un ángel de la guarda.

### Biblia hebrea
El concepto de ángel guardián está presente en los libros de la Biblia hebrea y su desarrollo está bien marcado. Estos libros describían a los ángeles de Dios como sus ministros que llevaban a cabo sus mandatos y a quienes en ocasiones se les daban comisiones especiales con respecto a los hombres y los asuntos mundanos.
En Génesis 18-19, los ángeles no sólo actuaron como ejecutores de la ira de Dios contra las ciudades de la llanura, sino que también liberaron a Lot del peligro; en Éxodo 32:34, Dios le dijo a Moisés: "mi ángel irá delante de ti". La historia de Tobías trata del Arcángel Rafael que guía y ayuda a su personaje principal. El Salmo 91:11 dice: "Porque Él ordenará a sus ángeles que te guarden en todos tus caminos" (Cf. Salmo 33:8 y 34:5 — 34:7 y 35:6 en las Biblias protestantes).
La creencia de que los ángeles pueden ser guías e intercesores de los hombres se puede encontrar en Job 33:23-26, y en Daniel 10:13 los ángeles parecen estar asignados a ciertos países. En este último caso, el "príncipe del reino de Persia" contiende con Gabriel. El mismo versículo menciona a "Miguel, uno de los príncipes principales".

### Literatura rabínica
En la literatura rabínica, los rabinos expresaron la noción de que efectivamente existen ángeles guardianes designados por Dios para velar por las personas.

Rashi sobre Daniel 10:7 "Nuestros Sabios de bendita memoria dijeron que aunque una persona no ve algo que le aterroriza, su ángel de la guarda, que está en el cielo, sí lo ve; por lo tanto, se aterroriza".

Lailah es un ángel de la noche encargado de la concepción y el embarazo. Lailah sirve como ángel guardián durante toda la vida de una persona y, en el momento de su muerte, lleva el alma al más allá.

### Judaísmo tardío y moderno
Según el rabino germano-estadounidense Leo Trepp (1913-2010), en el judaísmo tardío se desarrolló la creencia de que "el pueblo tiene un representante celestial, un ángel guardián. Todo ser humano tiene un ángel guardián. Anteriormente el término Malakh (ángel) simplemente significaba "mensajero de Dios." El Jabad cree que la gente podría tener ángeles guardianes. Para el Jabad, Dios vela por las personas y toma decisiones directamente con sus oraciones y es en este contexto que los ángeles guardianes son enviados de un lado a otro como emisarios para ayudar en esta tarea. Por lo tanto, no se les reza directamente, pero los ángeles son parte del funcionamiento de cómo se produce la oración y la respuesta.
En opinión del rabino Adin Steinsaltz:

La naturaleza del ángel es ser, hasta cierto punto, como su nombre en hebreo significa, un mensajero, para constituir un contacto permanente entre nuestro mundo de acción y los mundos superiores. Las misiones de un ángel van en dos direcciones: puede servir como emisario de Dios hacia abajo... y también puede servir como el que lleva las cosas hacia arriba desde abajo... El ángel no puede revelar su verdadera forma al hombre, cuyo ser, sentidos e instrumentos de percepción pertenecen sólo al mundo de la acción; continúa perteneciendo a una dimensión diferente incluso cuando se lo aprehende de una forma u otra... El ángel que nos es enviado desde otro mundo no siempre tiene un significado o impacto más allá de las leyes normales de la naturaleza física. De hecho, sucede a menudo que el ángel se revela precisamente en la naturaleza, en el mundo ordinario de la causalidad del sentido común.

En el judaísmo hay referencias a ángeles con funciones protectoras específicas. Un ejemplo de esto se puede ver en los rituales de protección de la natalidad practicados, entre otros, por los judíos asquenazíes en partes de Alsacia, Suiza y el sur de Alemania. A las mujeres embarazadas y a los recién nacidos se les entregaban amuletos de texto con los nombres de los ángeles  Senoi, Sansenoi y Semangelof. Se suponía que estos ángeles protegerían a las mujeres embarazadas y a los niños recién nacidos de Lilith. Esto se remonta a la historia de Lilith, en la que Dios envía tres ángeles para traer a Lilith de regreso a Adán. No tienen éxito en esta tarea, pero Lilith admite haber sido creada para dañar a los niños. Ella promete perdonar a los niños que lleven consigo el nombre o la imagen de los tres ángeles.
Samael fue identificado como el ángel guardián y príncipe de Roma y archienemigo de Israel. Para los inicios de la cultura judía en Europa, Samael se había consolidado como representante del cristianismo, debido a su identificación con Roma.

## En el cristianismo

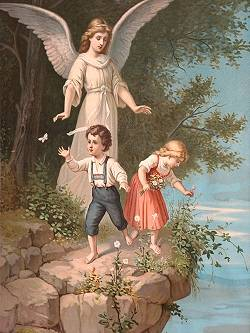
Un ángel de la guarda en un grabado del del pintor alemán Fridolin Leiber (1853-1912)

### Nuevo Testamento
En el Nuevo Testamento se puede notar el concepto de ángel de la guarda. El concepto de ángel de la guarda no está claramente establecido en la Biblia, pero está asociado con ángeles protectores, mencionados en varios pasajes. Los ángeles son en todas partes los intermediarios entre Dios y el hombre; y Cristo puso un sello sobre la enseñanza del Antiguo Testamento: "Mirad que no menospreciéis a ninguno de estos pequeños; porque os digo que sus ángeles en los cielos ven siempre el rostro de mi Padre que está en los cielos". (Mateo 18:10). Los ángeles de la guarda trabajan tanto para individuos como para comunidades. Apocalipsis 2:1–29 y Apocalipsis 3:1–22 se refieren a los ángeles de las siete Iglesias de Asia que trabajan en el papel de sus guardianes.
Los Padres de la Iglesia desarrollaron esta creencia basada en la función protectora de los ángeles para los creyentes, desde el siglo uno hubo registro, pero a partir del siglo V se profundizó sobre la tema.

### En el catolicismo
La creencia en el ángel de la guarda está muy arraigada en el catolicismo.
Los católicos argumentan que la Sagrada escritura sustentaría en algunas ocasiones la creencia del ángel de la guarda o ángel protector: «Yo voy a enviar un ángel delante de ti, para que te proteja en el camino y te conduzca hasta el lugar que te he preparado» (Éxodo 23, 20).
La existencia de los Ángeles custodios se afirma en el Catecismo de la Iglesia Católica donde en particular en el artículo 336 se declara que: «Desde su comienzo (Mt 18, 10) hasta la muerte (Lc 16, 22), la vida humana está rodeada de su custodia (Sal 34, 8; 91, 10-13) y de su intercesión (Jb 33, 23-24; Za 1,12; Tb 12, 12). "Nadie podrá negar que cada fiel tiene a su lado un ángel como protector y pastor para conducir su vida" (San Basilio Magno, Adversus Eunomium, 3, 1: PG 29, 656B). Desde esta tierra, la vida cristiana participa, por la fe, en la sociedad bienaventurada de los ángeles y de los hombres, unidos en Dios».
En relación con la existencia del Ángel de la guarda, el Papa Francisco dijo: "Todos tenemos un ángel siempre al lado, que jamás nos deja solos, y nos ayuda a no errar el camino" y "que nos protege, nos hace oír las cosas", «cuántas veces hemos escuchado: “Pero, esto... debería hacer así... esto no está bien... ¡Ten cuidado!”». Es «la voz de este compañero nuestro de viaje»." También él dijo: «¿Cómo es mi relación con mi ángel custodio? ¿Lo escucho? ¿Le doy los buenos días en la mañana? ¿Le digo que me proteja durante el sueño? ¿Hablo con él? ¿Le pido consejo? ¿Está a mi lado?». A estas preguntas, dijo, «podemos responder hoy»: cada uno de nosotros puede hacerlo para comprobar «cómo es la relación con este ángel que el Señor ha enviado para protegerme y acompañarme en el camino, y que ve siempre el rostro del Padre que está en el cielo».

#### El ángel custodio en la Iglesia latina

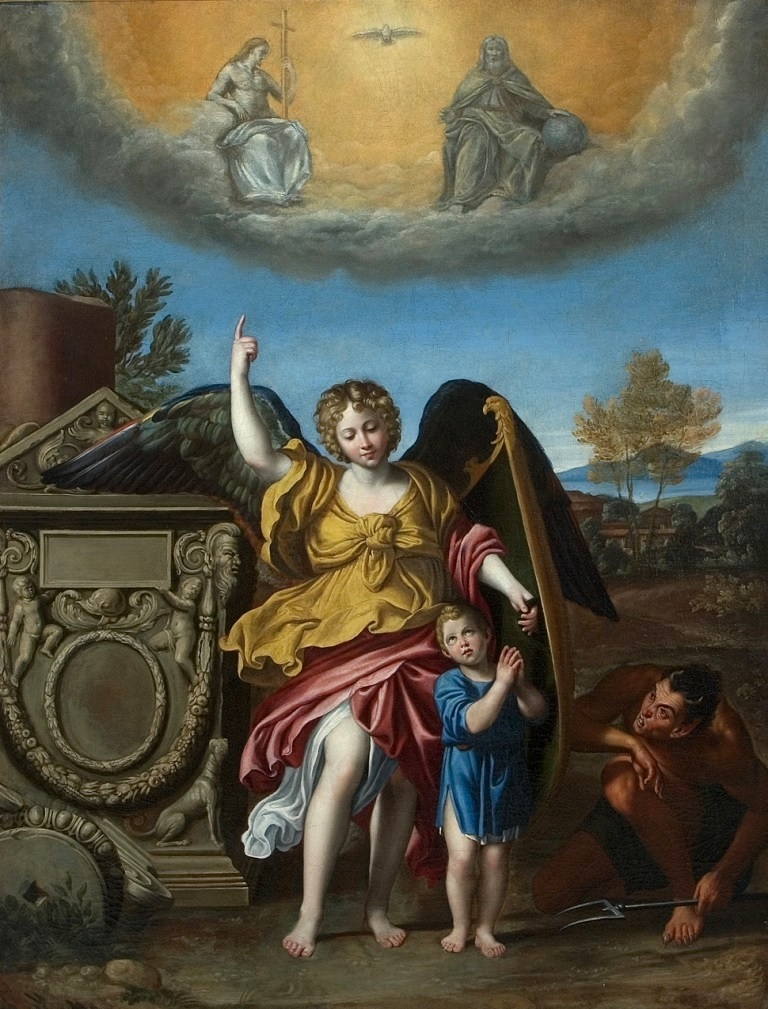
Es común en el arte católico la representación del ángel amparando niños. Óleo de Domenichino (1615). Museo del Palacio de Wilanów, Varsovia.

Según San Jerónimo, el concepto de ángeles de la guardia está en la "mente de la Iglesia". Dijo: "cuán grande es la dignidad del alma, ya que cada uno tiene desde su nacimiento un ángel encargado de custodiarla".
La celebración dedicada a los ángeles de la guarda surgió en España,[cita requerida] en el siglo V[cita requerida]. En esa época se empezó a celebrar el Día del Ángel de la Guarda juntamente con la fiesta del Arcángel Miguel (29 de septiembre).
El primer teólogo cristiano que esbozó un esquema específico para los ángeles guardianes fue Honorio de Autun en el siglo XII. Dijo que a cada alma se le asignaba un ángel guardián en el momento en que era puesta en un cuerpo. Escribió que Dios, al unir cada alma con el cuerpo, la confía a un ángel, cuya misión será inducirla al bien y dar cuenta de sus actos frente a Dios.
San Alberto Magno, santo Tomás de Aquino y san Pedro Damián escribieron más o menos simultáneamente ―en el siglo XIII― que cuando una persona peca, el ángel guardián no la abandona sino que trata de llevarla al arrepentimiento y la reconciliación con Dios.
Los teólogos escolásticos aumentaron y ordenaron la taxonomía de los ángeles de la guarda. Santo Tomás de Aquino estuvo de acuerdo con Honorio y creía que era el orden más bajo de ángeles los que servían como guardianes, y su punto de vista tuvo más éxito en el pensamiento popular, pero Juan Duns Scoto dijo que cualquier ángel está obligado por deber y obediencia a la Autoridad Divina a aceptar la autoridad divina. misión a la que ese ángel está asignado. 
El papa León X (1475-1521) aprobó un nuevo oficio ―compuesto por el fraile franciscano Juan Colombi― que establecía la doctrina de la existencia de un ángel personal. El papa Paulo V (1560-1621) universalizó esa devoción.
En 1670, el papa Clemente X (1590-1676) instauró la celebración de la fiesta del Santo Ángel de la Guarda, dedicada el día 2 de octubre al ángel particular de cada persona.

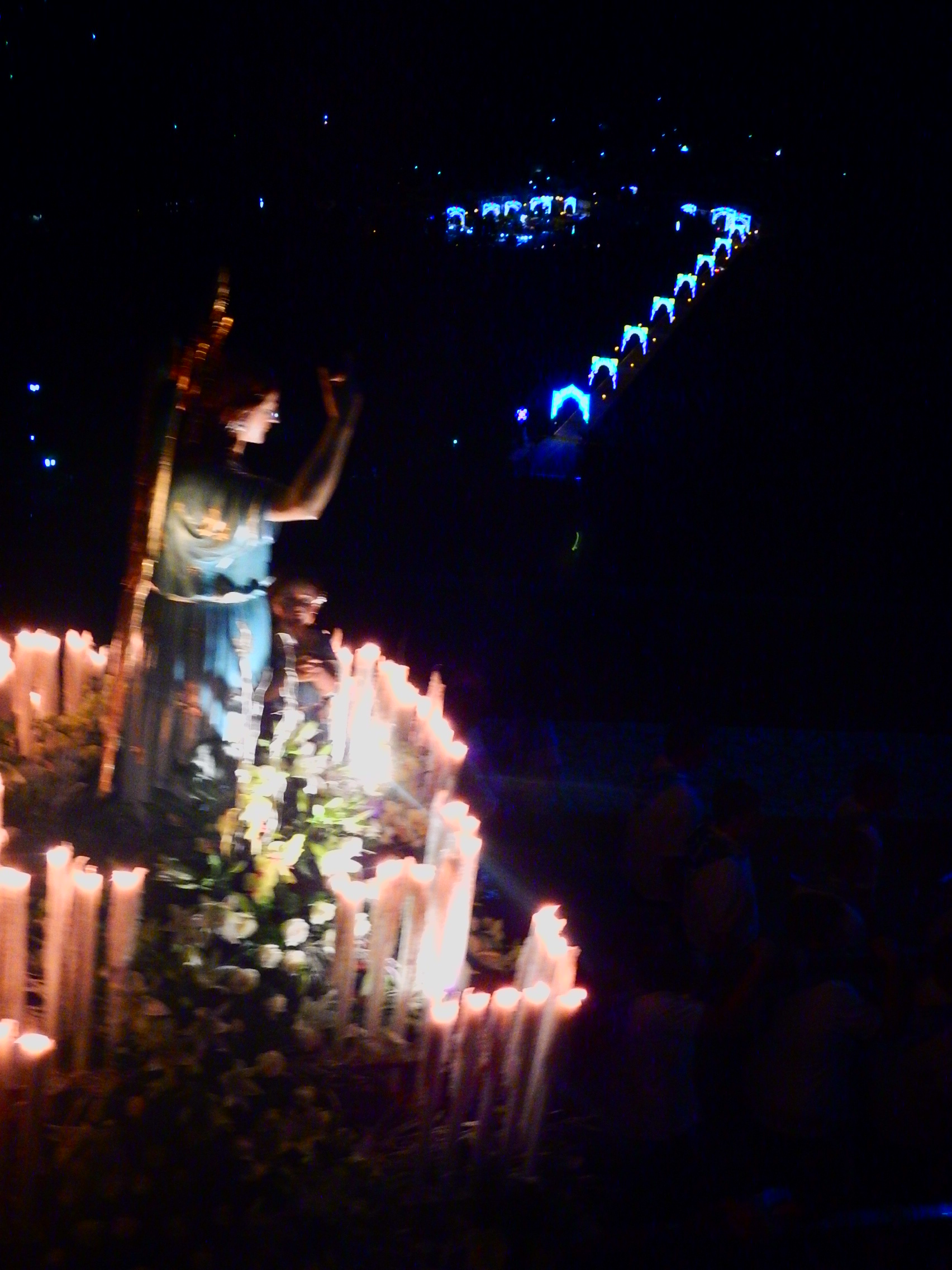
Fiesta del verano del Santo Ángel de la Guarda en Fondachelli-Fantina, Sicilia

En su discurso Regina Caeli del 31 de marzo de 1997, Juan Pablo II se refirió al concepto de ángeles guardianes y concluyó el discurso con la declaración: "Invoquemos a la Reina de los ángeles y de los santos, para que nos conceda, sostenidos por nuestro guardián ángeles, para ser auténticos testigos del misterio pascual del Señor".
En su homilía de 2014 para la fiesta de los Santos Ángeles de la Guarda, el 2 de octubre, Francisco dijo a los reunidos en la misa diaria que fueran como niños que prestan atención a su "compañero de viaje".

"Nadie viaja solo y nadie debe pensar que está solo" "Dios puso a nuestro lado un ángel para cuidarnos". "Si uno de nosotros creyera poder caminar solo, estaría muy equivocado, caería en ese error tan feo que es la soberbia: creer ser grande".
Papa Francisco

Durante la Meditación Matutina en la capilla de Santa Marta, el Papa señaló que muchas veces tenemos la sensación de que "debería hacer esto, esto no está bien, tengan cuidado". Ésta, afirmó, "es la voz de" nuestro ángel de la guarda. "Según la tradición de la Iglesia, todos tenemos un ángel con nosotros, que nos protege..." El Papa instruyó a cada uno: "¡No os rebeléis, seguid sus consejos!" El Papa instó a que esta "doctrina sobre los ángeles" no sea considerada "un poco imaginativa". Es más bien uno de "verdad". Es "lo que Jesús, lo que dijo Dios: 'Yo envío un ángel delante de vosotros, para que os guarde, para que os acompañe en el camino, para que no os equivoquéis' "
El Papa Francisco concluyó con una serie de preguntas para que cada uno pueda hacer un examen de conciencia: "¿Cómo es mi relación con mi ángel de la guarda? ¿Le escucho? ¿Le doy los buenos días por la mañana? ¿Le digo que me proteja durante el sueño? ¿Hablo con él? ¿Le pido consejo?... Cada uno de nosotros puede hacerlo para evaluar “la relación con este ángel que el Señor ha enviado para guardarme y acompañarme en el camino, y que contempla siempre el rostro del Padre que está en los cielos."

#### Devoción popular
En Inglaterra desde el año 800 se celebraba una fiesta dedicada al ángel de la guarda y a partir del año 1111 surgió una oración (presentada a continuación). De Inglaterra esta fiesta se extendió al resto de los países del mundo después 1608 por iniciativa del papa de la época. El Día del Ángel de la Guarda se conmemora el 2 de octubre.
Ángel del Señor
que por orden de la piadosa providencia divina,
eres mi guardián
guárdame en este día [en esta tarde o en esta noche],
ilumina mi entendimiento,
dirige mis afectos,
gobierna mis sentimientos
para que yo jamás ofenda al Dios y Señor.
Amén.
Existe otra oración tradicional católica al Santo Ángel:
Santo Ángel del Señor,
mi celoso guardador,
pues que a ti me confío la Piedad divina,
me ilumine, custodie,
rija y gobierne
Amén.
La misma oración, en latín:
Angele Dei,
qui custos es mei,
tibi commissum pietate superna,
me illumina, custodi,
rege et guberna.
Oración del ángel de la guarda (versión para niños):
Ángel de mi guarda,
dulce compañía,
no me desampares
ni de noche ni de día.
No me dejes solo
que me perdería.
Hasta que amanezca
en los brazos
de Jesús, José y María
Amén.
Otra versión muy parecida es:
Ángel de la guarda,
dulce compañía,
no me desampares
ni de noche ni de día,
hasta que amanezca
en los brazos
de Jesús, José y María.

#### Festividad
Actualmente, en la Iglesia católica y en la Comunión anglicana se celebra de manera oficial el 2 de octubre.

### En la Iglesia ortodoxa
Serguéi Bulgákov escribió que la Iglesia ortodoxa enseña que:

cada hombre tiene un ángel de la guarda que está ante el rostro del Señor. Este ángel de la guarda no es sólo un amigo y protector, que preserva del mal y que envía buenos pensamientos; la imagen de Dios se refleja en la criatura –ángeles y hombres– de tal manera que los ángeles son prototipos celestiales de los hombres. Los ángeles de la guarda son especialmente nuestros parientes espirituales. Las Escrituras atestiguan que la tutela y dirección de los elementos, de los lugares, de los pueblos, de las sociedades, están confiadas a los ángeles guardianes del cosmos, cuya sustancia misma añade algo de armonía a los elementos que vigilan.

Como tal, antes de la liturgia ortodoxa de la Comunión de los Fieles, una oración pide "Por un ángel de paz, un guía fiel, un guardián de nuestras almas y cuerpos, roguemos al Señor. Amén".

### En el protestantismo

#### En el anglicanismo
De la Intercesión e Invocación de Ángeles y Santos (Of the Intercession and Invocation of Angels and Saints), impreso en la Biblioteca de teología anglocatólica (una serie de ediciones del siglo XIX de obras teológicas de escritores de la Iglesia de Inglaterra), sostuvo que "muchos protestantes eruditos piensan que es probable que cada uno de los fieles, al menos, tenga un ángel de la guarda. Parece ciertamente probado por las Escrituras. Zanchi dice que todos los Padres sostenían esta opinión". Basándose en las Sagradas Escrituras y las enseñanzas de los Padres de la Iglesia, Richard Montagu, obispo anglicano de Norwich en el siglo XVII, afirmó que "es una opinión recibida, y desde hace mucho tiempo, que si no cada hombre, cada hijo de Adán, sí es cierto que cada cristiano se regenera por el agua y el Espíritu Santo, al menos desde el día de su regeneración y nuevo nacimiento para Dios, si no desde el momento de su venida al mundo, por designación y asignación de Dios, tiene un ángel de la guarda para asistirlo en todas las pruebas, en todos sus caminos, en su salida, en su regreso a casa".

#### En el luteranismo
La oración de la mañana y la oración de la tarde que se encuentran en el Catecismo Menor de Lutero incluyen la súplica "Deja que tu santo ángel esté conmigo, para que el maligno enemigo no tenga poder sobre mí". Donald Schneider, un sacerdote luterano, afirma que Martín Lutero pudo haber basado estas oraciones en el Salmo 91, que incluye un versículo que dice: “Porque [Dios] ordenará a sus ángeles que te guarden en todos tus caminos. En sus manos te llevarán, para que tu pie no tropiece en piedra”.

#### En el metodismo
John W. Hanner, un ministro y teólogo metodista, escribió sobre el tema de los ángeles guardianes en su Estudio Angelical, afirmando que:

Quizás todo cristiano tenga un ángel de la guarda. Puede ser que haya un ángel por cada cristiano, o una veintena de ellos; o uno puede tener a su cargo una veintena de cristianos. Algunos de los antiguos padres creían que cada ciudad tenía un ángel guardián, mientras que otros asignaban uno a cada casa y a cada hombre. Ninguno de nosotros sabe cuánto estamos en deuda con los ángeles por nuestra liberación de peligros inminentes, enfermedades y complots maliciosos de hombres y demonios. Donde mueren los piadosos, los ángeles deben llevar el alma al cielo, aunque sea el alma de Lázaro.

En mayo y junio de 1743, los metodistas sufrieron persecución en Wednesbury y Walsall y el fundador de la Iglesia Metodista, John Wesley, fue amenazado de muerte por una turba que lo arrastró bajo la lluvia; sin embargo, "Wesley salió ileso" y "creyó que había sido protegido por su ángel de la guarda".

#### En las Iglesias reformadas y presbiterianas

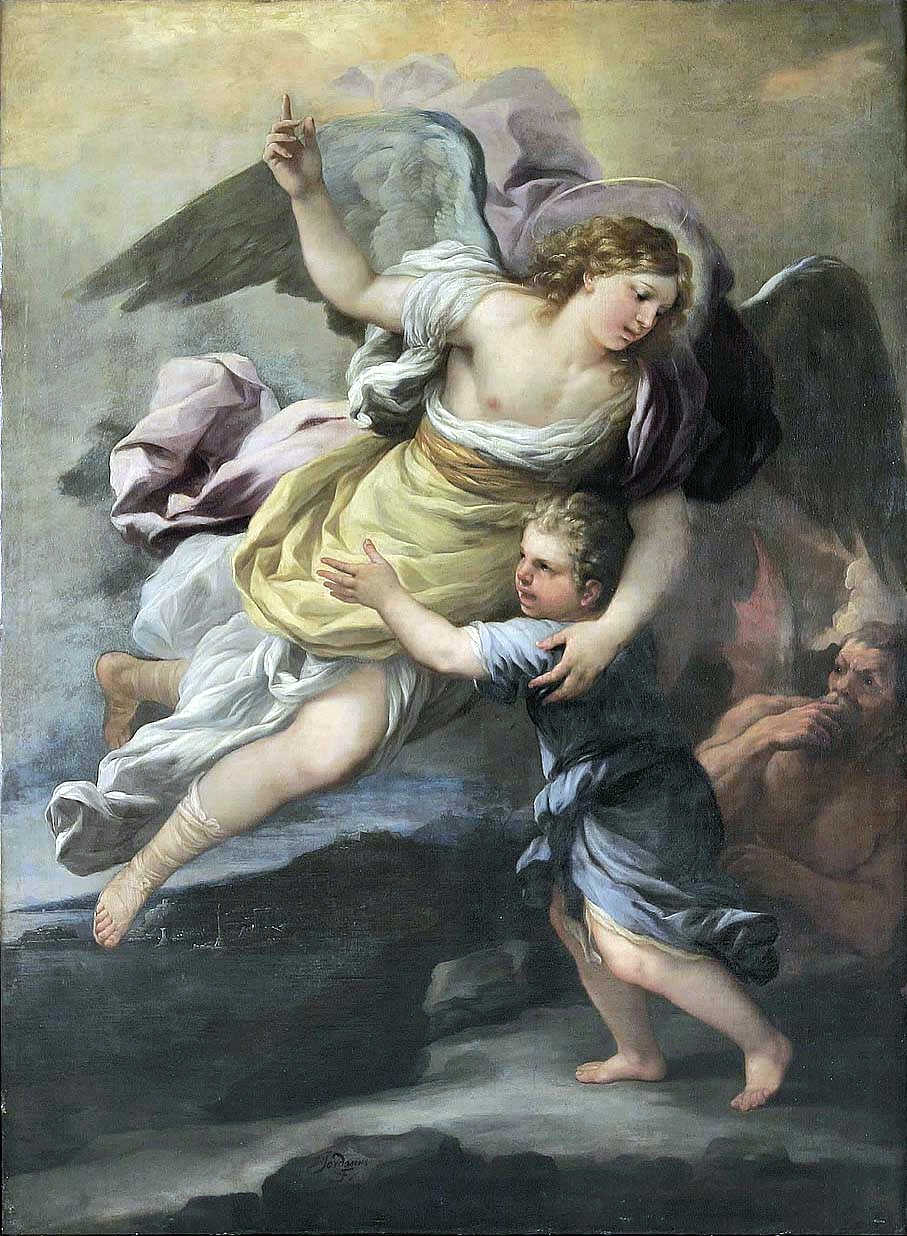
Representación del de un ángel de la guarda

En Iglesias reformadas, los ángeles de la guarda son una creencia compartida por algunos teólogos. En Dogmática reformada, el teólogo calvinista e historiador de la iglesia alemán Heinrich Heppe (1820-1879) afirma que algunos teólogos reformados abrazaron la opinión de los ángeles de la guarda, incluido Bucan, quien enseñó:

Que como regla para cada persona elegida un determinado ángel bueno es designado por Dios para protegerlo, puede deducirse de las palabras de Cristo, Mt. 18, 10, donde se dice: "Sus ángeles contemplan continuamente el rostro de mi Padre". ' También del Ac. 12,15 donde los creyentes que se habían reunido en casa de Marcos dijeron que Pedro llamaba a la puerta: "Es su ángel". Estos creyentes hablaban según la opinión recibida entre el pueblo de Dios.

## En el islam
Existe una creencia islámica similar en los Mu'aqqibat. Según muchos musulmanes, cada persona tiene dos ángeles de la guarda, delante y detrás de él. Protegen a los humanos del daño de los malvados djinn (جن) y demonios (شياطين). También están los dos kiraman katibin (en árabe: كراماً كاتبين‎ ‘honorable escriba’), dos ángeles llamados Raqib y Atid que registran las acciones de una persona cada día y están situados a la derecha y a la izquierda. En sentido figurado, uno de ellos se sienta en el hombro derecho y registra todas las buenas acciones, mientras que el otro se sienta en el hombro izquierdo y registra todas las malas acciones.